# Окоцкая земля

Селения (кабаки) и землицы части Северо-Восточного Кавказа

Окоцкая земля, реже Акоцкая, Ахоцкая земля (вариант: землица) — старорусский экзотопоним XVI—XVII веков, использовался в документах Русского царства и, вероятно, среди русскоязычного населения Северного Кавказа, по отношению к государственному образованию и территории проживания одного из чеченских обществ, известного в русских источниках под именем ококи. Название упоминалось наряду с другими областями Северо-Восточного Кавказа, объединёнными общим эпитетом Горские земли/землицы.

## Использование топонима
Начиная с 80-х годов XVI века в дошедших до наших дней донесениях (старорусск. отписках) терских воевод и делах о посольских сношениях русского правительства (старорусск. статейных списках) с Кавказом, начинают часто упоминаться те или иные Горские земли. Иногда в документах встречаются целые списки их. Варианты названий довольно устойчивы, и позволяют современным исследователям определить круг Горских землиц, находившихся в сфере влияния и контактов русской администрации Терского города, а также, с различной степенью вероятности, сопоставить эти русские экзотопонимы с реальными нахскими территориями.
В старорусских источниках имелась различная форма написания топонима Окоцкая земля, например, реже мог встречаться вариант Акоцкая земля, Ахоцкая земля. Помимо общего термина «земля», означающего некую страну, употреблялось и старинное слово с тем же смыслом — землица. В русской лексике того периода для обозначения государственного образования или некой территории могли использовать наименование народа, там проживавшего — синонимом Окоцкой земли могли быть собственно Ококи, Окохи, Окочане, Окочаны, Окоченя, Окуки, Окучане, реже — Акозы, Акочане (в старорусск. орфографии этнонимы обычно указывались с большой буквы).